# پل اسپت
پل اسپت (فرانسوی: Paul Espeit‎; ۹ ژوئن ۱۸۷۸ – ۲۳ مهٔ ۱۹۶۰) دوچرخه‌سوار اهل فرانسه بود.